# Marquesado de Montemayor
El marquesado de Montemayor es un título nobiliario español otorgado por Carlos I de España en fecha desconocida de 1538 a favor de Juan de Silva y Rivera, III señor de Montemayor, para recompensarle por sus servicios a favor de los intereses reales durante la Revuelta de las Comunidades.
El actual titular es Carlos Pedro Martínez de Irujo y Casanova-Cárdenas, por cesión de su madre María de la Soledad de Casanova-Cárdenas y Barón (1940-2000), XV marquesa del Águila, XVII marquesa de Montemayor, dama de la Real Maestranza de Caballería de Valencia.

## Orígenes
En el siglo XIII la villa de Montemayor (en la actual provincia de Salamanca) fue entregada por Alfonso X de Castilla, junto con otras villas (con Ledesma a la cabeza), a su hijo, el infante Pedro. Esta fue la primera vez que Montemayor pasa de ser realengo (dependiente directamente de la Corona) a señorío.
A la muerte del infante Pedro la villa pasa a su hijo Sancho pero al morir sin descendencia el rey Fernando IV de Castilla en 1312, hace que la misma vuelva a la Corona prometiendo solemnemente en las Cortes de 1313 a los procuradores enviados por los concejos extremeños que no la enajenará ni él ni sus sucesores, en lo sucesivo, a ningún otro: 

Otrosí nos pidieron que las villas e los logares que fueron de don Alfonso fijo del infante don Fernando e de don Sancho fijo del infante don Pedro que son Beiar e Montemayor e Miranda e Granada e Galisteo e Alva e Salvatierra con todos sus términos de estas dichas villas que non sean dadas a reinas nin a Órdenes nin a los dichos don Alfonso nin a don Pero que se llame fijo de don Sancho nin a otros ningunos de los regnos ni de fuera de los regnos, nin sean metidos a juycio, mas finquen siempre reales según fueron en tiempo de Rey don Fernando, que ganó a Sevilla. Tenémoslo por bien e otorgámos gelo.

A pesar de ello, su hijo Alfonso XI de Castilla la entregará sucesivamente a algunos sus hijos habidos con Leonor de Guzmán: Sancho, Fernando y Juan. En 1358 Pedro I la recuperará, junto a otras villas, para la Corona pero a consecuencia de la guerra civil con su hermanastro Enrique de Trastámara en la que Pedro I fue derrotado y ejecutado, el nuevo monarca se vio obligado a pagar las deudas contraídas con quienes le habían ayudado entregando villas y mercedes. Enrique dona Ledesma y sus cinco villas (Montemayor, Salvatierra, Granadilla, Miranda y Galisteo) a su hermano Sancho, que se casará con la infanta Beatriz de Portugal. Tras la muerte de Sancho, el rey recuperará algunas de las donaciones pero su viuda luchará por recuperar ese patrimonio para su hija Leonor de Alburquerque, lo que conseguirá por lo que a partir de entonces su hija será conocida como la "rica hembra".
Leonor casará con el infante Fernando de Antequera, que se convertirá en rey de Aragón, formándose un enorme patrimonio territorial que empezará a dividirse entre sus hijos: en 1418 cuando a Enrique le conceden el Maestrazgo de Santiago, su madre le dará entre otras villas la de Montemayor: 

Doña Leonor ...  condesa de Alburquerque, señora de Haro, Ledesma, Villalón, Montalbán y Medina del Campo a los concejos e  alcaldes e rejidores e caballeros e escuderos, ofiziales e omes buenos del nuestro condado de Alburquerque e de las nuestras villas e lugares de Alburquerque e Medellín e Asagala e La Codesera e Alconétar con las Garrovillas e Alconchel e Ledesma e Salbatierra e Miranda e Montemayor e Granada e Galisteo e cada una de ellas e sus aldeas y términos e a los alcaides de las fortalezas de las dhas nuestras villas e lugares e de qualquier de ellas ... sepades que nos por fazer grazia e honrra al muy caro fijo Ynfante Dn. Enrrique Maestre de Santiago.... todas las rentas de dehesas, de diezmos, de casas e heredades, martiniegas, yantares, de alguacilazgos, de escribanías, de portazgos, de montazgos, de guartas, de aduanas, de barcas, de justicias e con todos los pechos e derechos e de sus aldeas e tierras e de qualquier dellas...

Montemayor dejaba definitivamente de ser realengo continuando su devenir como señorío nobiliar hasta que en el siglo XIX desaparezcan. Posteriormente habrá un nuevo cambio de manos: en el siglo XV llegará a manos de la familia Silva.

## Los de Silva
Tras la derrota del infante Enrique frente a las tropas realistas de Juan II de Castilla en la batalla de Olmedo (19 de mayo de 1445), sus bienes (si bien secuestrados desde 1430) pasan a ser repartidos de la siguiente forma: 
- Ledesma es entregada a Pedro de Zúñiga, conde de Plasencia y de Ledesma, justicia mayor del rey y señor de Béjar.
- Salvatierra a Fernando Álvarez de Toledo y Sarmiento, señor de Valdecorneja.
- Miranda a Fernán López de Saldaña, contador mayor.
- Galisteo a Garci Fernández Manrique.
- Granadilla al doctor Periáñez.
- Montemayor a Pedro García de Herrera, mariscal de Castilla.

Hay constancia de que Juan de Silva y Meneses, I conde de Cifuentes, es señor de la villa desde 1446 pues en esa fecha, cuando arrienda las tercias y alcabalas de la villa y su tierra, se dice: 

Conçejos e alcaldes e ofiçiales e omes buenos de la villa de Mont Mayor e de los otros lugares de su tierra, villa e lugares del honrado cavallero Johan de Silva, alféres de nuestro señor el Rey e a qualquier o qualesquier de vos ... vos fago saber que Diego de Probano, criado del dicho señor alférez arrendó de mí las rentas de las alcavalas e terçias de su dicha villa de Monte Mayor e de los otros lugares de su tierra que con ella suelen andar en renta de alcavalas e terçias.

Juan de Silva, noble de un linaje asentado en Toledo pero de origen portugués, sirvió a Álvaro de Luna, casándose con una prima suya, lo que le permitió la proximidad al rey Juan II primero y luego, por encargo del mismo, del príncipe heredero Enrique. Se hará sucesivamente con el señorío de Cifuentes, luego recibirá el título de conde del mismo, el puesto de alférez real, notario mayor del reino de Toledo, señor de Barcience y de Montemayor. Fue también embajador de Juan II en el Concilio de Basilea (1434-1436), de donde sacó un emblema y divisa para sus armas (una mariposa tras su blasón y el lema "Mal posa qui mal y pose", porque obligó a dejar el sillón al embajador de Inglaterra diciendo que no tenía su reino categoría para estar por delante de Castilla, de ahí el lema y emblema citados).
Estuvo presente en la campaña de Granada, tomando la plaza de Pinos Puente, que culmina en la batalla de La Higueruela (1431). 
Al morir dividió en dos mayorazgos sus bienes, al hijo mayor de su primer matrimonio con Leonor de Acuña, Alonso de Silva, le entregó el señorío y condado de Cifuentes y al del segundo matrimonio con Inés de Ribera,  Juan de Ribera, el señorío de Montemayor.
Juan de Ribera, II señor de Montemayor y cabeza de esta segunda línea en el linaje de los Silva, participará en el bando isabelino frente en la guerra civil castellana y una vez en el trono Isabel la Católica será enviado a defender la frontera de Navarra para salvaguardar sus intereses frente a las intromisiones francesas, por ello residirá varios años en Logroño, de donde será asistente (corregidor), y también corregidor de Guipúzcoa. Además, no dejará de lado los intereses familiares y cada vez que surjan disputas en Toledo, base del linaje, con los Ayala, condes de Fuensalida, estará presto a defenderlos. Las disputas entre los Silva y los Ayala fueron constantes desde el siglo XV, a pesar de las bodas realizadas para intentar unir a ambas familias, como la de María de Silva, hermana del primer conde de Cifuentes, Juan de Silva, con Pedro López de Ayala, conde de Fuensalida.

## El marquesado de Montemayor
Juan de Silva, III señor de Montemayor, fue un personaje destacado en la lucha de las Comunidades en la que defendió los intereses reales en la comarca toledana, por ello el obispo Acuña, uno de los adalides comuneros más destacado, arrasará sus propiedades en la comarca de La Sagra. Al final de su vida el rey Carlos I premió sus servicios otorgándole el título de marqués de Montemayor en 1538.
Montemayor se encontraba bastante alejado de Toledo, base de los marqueses y donde tenían, además de cargos, extensas posesiones en sus cercanías, y por ello las visitas no debieron ser numerosas. Se tiene constancia de su estancia en la villa en 1544: 

Grandemente íbamos cansados cuando aquí llegamos porque, aunque el camino era poco, estaba tan mato de lodos y cayónos tanta agua encima que bastaba para quebrantar otros cuerpos más recios y más acostumbrados a semejantes trabajos que los nuestros, y así nuestro clementísimo Señor nos quiso aquí recrear y consolar, mediante la magnificencia de estos señores marqueses, que sin duda las caridades que nos hicieron y la gracia con que se hicieron no se puede decir con palabras. 
Deseando estos señores recrearnos, no nos quisieron hospedar en su palacio, sino en una casa de placer que estaba allí lunto, que solamente tenía una sala baja y otra alta y un vergel. Venida la hora del comer, pusieron un aparador de plata y las mesas cubiertas de seda con sus manteles y pañizuelos ricos, y la comida digna de marqueses y muy demasiada para estómagos tan estrechos. Sirviéronnos tantos platos y por tanto orden y con tanta crianza, el día y los demás que allí estuvimos, como si fuéramos el Emperador; no miraban aquellos señores nuestros pies cuales iban, ni nuestros vestidos, sino con todas sus fuerzas y posibilidad honraron a Dios en nosotros y lo hospedaron en nuestras personas; y no sólo la comida era de marqueses, pero la bebida era extremada, así en las vasijas hermosas como en la diferencia de los vinos adobados con no sé qué especies. No quiso comer la marquesa hasta que supo que habíamos comido, y mandaba a sus criados que nos sirviesen sin voces diciendo que estábamos acostumbrados a sosiego y quietud. Ella tenía cuidado de todo, hasta de que no nos faltasen cuatro braseros en la sala, que no quería que fuesen de carbón porque no nos hicieran mal a las cabezas. En acabando de comer, fuimos a palacio y así los marqueses como el mayorazgo, Don Juan de Silva.

A lo largo del siglo XVII la casa de Montemayor, como otras casas nobiliarias, pasó por una situación económica complicada debido a los gastos que conllevaba el mantenimiento de la ostentosa vida característica de los nobles de la época: mantenimiento de su casa, patrimonio, criados, etc; a consecuencia de lo cual se produjo un doble enlace con la casa de los condes de Cantillana que tuvo importantes consecuencias en el futuro:  Juan Francisco de Silva, luego V marqués, se casa con María de Toledo y Vicentelo, hija de los condes de Cantillana, mientras que su hermana Teresa de Silva lo hace con  Juan Luis Antonio Vicentelo de Leca y Toledo, que sería el II conde de Cantillana.
Un hermano de Juan Francisco, V marqués de Montemayor, Pedro de Silva heredó los bienes de su tío Felipe de Silva, virrey de Cataluña y general destacado en la Guerra de Cataluña, otorgándole Felipe IV de España el título de vizconde de La Sagra, luego marqués de Vega de la Sagra, pero a causa de los sucesos de Portugal en los que aparece como implicado, es acusado de traición y ajusticiado en 1648, a causa de lo cual, sus bienes pasaron a la casa de su hermano mayor.
Durante la Guerra de Sucesión Manuel de Silva Ribera y Tenorio, VII marqués de Montemayor se ofreció al rey Felipe V de España para servirle en el ejército pero éste declinó el ofrecimiento por estar ya dos de sus hermanos como oficiales. El rey no quería que las casas nobles que le eran fieles pudieran quedar sin cabeza por cuestiones bélicas, necesitaba de sus servicios.
Durante la contienda sucesoria Montemayor fue zona de paso para las tropas francesas y en sus inmediaciones se situaron para evitar el paso de las tropas portuguesas que se acercaban desde Extremadura. Sus pueblos fueron refugio de habitantes de las villas ocupadas o en peligro, muchos procedentes de Alcántara, Coria (como el mismo obispo Juan de Porras y Atienza), Zarza de Alcántara, etc, pero hasta ella no consiguieron llegar. El paso era importante porque significaba unirse con las tropas que, al mando del portugués marqués das Minas, ocupaban Salamanca.
A mediados del siglo XVIII se extinguió esta rama de la familia Silva pasando el marquesado a una rama colateral: la de los condes de Cantillana que enlazó con los marqueses de Montemayor en el siglo XVII a través del enlace entre Teresa de Silva, hermana del V marqués, con Juan Luis Antonio Vicentelo de Leca y Toledo, futuro II conde de Cantillana. De esta forma se unían los títulos de Cantillana, Montemayor y Castromonte. A pesar de ello, deberán ceder uno de ellos por imperativo de las condiciones de fundación del mayorazgo quedando formada la casa de los marqueses de Castromonte y Montemayor, como pasó a denominarse en adelante.

## Organización territorial del marquesado
Hay constancia de que en el siglo XVIII el territorio del marquesado de Montemayor se dividía en dos "quartos", los de Hojeda y del Río, y la villa de Montemayor, que se situaba entre ambos, hecho que parece fue heredado de los siglos precedentes. Así, la organización territorial de la Tierra de Montemayor que se recoge en la división de Floridablanca es la siguiente (se ponen las denominaciones originales que poseen en el documento de 1789):
- Villa de Montemayor

- Quarto de Hojéda: Aldea-Arcipreste, La Calzada, Colmenar, Christoval, Horcajo, Val-buena, Val de hijaderos, Val de Fuentes.

- Quarto del Río: Baños, El Cerro, La Lagunilla, Peña-Caballera, Val-del-agéve.

## Siglo XIX: la desaparición del marquesado
La Guerra de Independencia será, como para muchos otros lugares de España, una catástrofe humana y económica que dejará empobrecida la comarca. Los pueblos contribuyeron al sostenimiento de las tropas españolas y británicas, entre las que sirvieron bastantes hombres de la zona con sus acémilas, pero además debieron contribuir, a la fuerza, al mantenimiento del ejército francés y soportar sus saqueos, robos y violencias. 
Sabemos de varios muertos en el pueblo de Valdefuentes, robos en Montemayor, saqueo de la alhóndiga en Baños, etc.
Finalmente otra de las consecuencias de la guerra fue la llegada de cambios en el sistema político. La Constitución de 1812 planteó la abolición del feudalismo y la desaparición de los señoríos El proceso es largo pero en el caso de Montemayor, que era un señorío jurisdiccional (es decir el titular tenía el ejercicio de la justicia pero no era el dueño del territorio, sólo de aquellas propiedades que hubiera adquirido por compra, etc.), se solucionó pronto pues el problema estaba en los señoríos solariegos por las dudas planteadas sobre la propiedad de la tierra. No obstante los duques de Montemar mantuvieron relación e intereses en Montemayor.